# بهزاد رنجبران
بهزاد رنجبران آهنگساز ایرانی مقیم آمریکا است.
رنجبران در سال ۱۹۵۵ در تهران زاده شد. در نه سالگی به هنرستان موسیقی تهران رفت. پس از آن که به خاطر فعالیت سیاسی علیه حکومت شاه چند ماه به زندان افتاد، در ۱۳۵۳ به آمریکا رفت و در دانشگاه ایندیانا به تحصیل موسیقی پرداخت. سپس از مدرسه معتبر جولیارد درجه دکتری در موسیقی دریافت کرد و پس از آن در همان مدرسه به تدریس پرداخت.
رنجبران جایزه‌های زیادی را به خاطر آثار خود دریافت کرده‌است. به‌تازگی مدرسه جولیارد برای مسابقه موسیقی خود کنسرتوی ویلن رنجبران را تعیین کرد. رنجبران این کنسرتو را برای نوازنده نوجوان آمریکایی، جاشوا بل نوشته‌است و در آن برداشت‌هایی از تحریرها و سبک نوازندگی کمانچه گنجانده‌است.
در سال ۲۰۰۴ مجموعه‌ای از آثار او که با الهام از داستان‌های شاهنامه فردوسی ساخته شده با ارکستر سمفونیک لندن ضبط و به نام سه‌گانه ایرانی (پرشین تریولوژی) در خارج از ایران منتشر شده‌است.
بهزاد رنجبران هم‌اکنون در انستیتو کورتیس فیلادلفیا و مدرسه موسیقی جولیارد به تدریس آهنگسازی اشتغال دارد.